# Palacio de Justicia de los Estados Unidos Carl B. Stokes
El Palacio de Justicia de los Estados Unidos Carl B. Stokes (en inglés Carl B. Stokes Federal Court House Building) es un rascacielos ubicado en el centro de Cleveland, la segunda ciudad más poblada del estado de Ohio (Estados Unidos). También se la conoce como la Carl B. Stokes Federal Court House Tower, la Federal Court House Tower y la Stokes Tower. El edificio de 23 pisos tiene 130 m de altura y está ubicado en la esquina de Huron Road y Superior Avenue. Es el séptimo edificio más alto de Cleveland y el cuarto tribunal de Estados Unidos más alto del país.
Lleva el nombre de Carl Stokes, el 51.er alcalde de Cleveland y el primer alcalde afroamericano de una ciudad importante. La construcción comenzó en 1999 y se completó en 2002
Los inquilinos incluyen el circuito federal, los jueces de distrito y magistrados con sede en Cleveland, el secretario del tribunal para el distrito norte de Ohio, la Oficina de Servicios de Libertad Condicional y Preventiva, las Oficinas del Fiscal para el Distrito Norte de Ohio,  el Cuerpo de Alguaciles y la Oficina de Campo de Cleveland de la División Antimonopolio del Departamento de Justicia , así como la Corte de Inmigración.
Está adornado por Cleveland Venus, una escultura de bronce de 11,5 toneladas y 11 m de altura creada por el artista de Ohio Jim Dine. La estatua sin cabeza y sin brazos es una de las variaciones del escultor en la Venus de Milo.